# Bộ Năm lừng danh (bộ tiểu thuyết)
Bộ Năm lừng danh là một bộ tiểu thuyết phiêu lưu dành cho thanh thiếu niên của nhà văn người Anh, Enid Blyton. Quyển sách đầu tiên có nhan đề Bộ Năm trên đảo giấu vàng, được xuất bản năm 1942. Quyển sách kể về những cuộc phiêu lưu của một nhóm nhỏ những người bạn trẻ gồm – Julian, Dick, Anne, George và Timmy.
Những câu chuyện này diễn ra trong các kỳ nghỉ hè, sau khi lũ trẻ đã hoàn tất việc học của mình ở trường. Mỗi lần tụ họp lại với nhau, họ đều bị cuốn vào những cuộc phiêu lưu, thường là có liên quan đến tội phạm hay kho báu bị mất cắp. Thỉnh thoảng câu chuyện được diễn ra ở nhà của George tại Kirrin Cottage ở Dorset, chẳng hạn như Đảo Kirrin đẹp như tranh thuộc sở hữu của George và gia đình cô ở Vịnh Kirrin. Nhà riêng của George hay những ngôi nhà mà bọn trẻ viếng thăm hay ở lại qua đêm thông thường đều có tuổi thọ hằng trăm năm và thường cẩn chứa nhiều thông điệp bí ẩn hay là các đường hầm buôn lậu.
Trong một vài tập truyện, bọn trẻ đi cắm trại ở miền quê, đi lang thang hay trong một kỳ nghỉ cùng nhau ở nơi nào đó. Mộtíp các câu chuyện thường là vùng nông thôn và bọn trẻ thường khám phá ra những niềm vui đơn giản từ các căn nhà miền quê, những hòn đảo, vùng quê nước Anh và xứ Wales, trên bờ biển, ngoài ra còn có các buổi dã ngoại với nước chanh, chạy xe đạp và đi bơi.
Ban đầu, Blyton chỉ định viết từ 6 đến 8 quyển sách cho cả bộ truyện, tuy nhiên nhờ doanh số bán sách cao và thành công lớn về mặt thương mại, bà đã viết tổng cộng 21 quyển sách trong bộ tiểu thuyết Bộ Năm lừng danh, bên cạnh đó vài bộ truyện khác với phong cách tương tự theo một nhóm trẻ phát hiện tội phạm trong kỳ nghỉ hè ở miền quê. Tính đến năm 1953 đã có hơn 6 triệu bản in đã được bán ra. Ngày nay, có hơn hai triệu bản sách bán ra mỗi năm, trở thành bộ truyện có doanh thu cao nhất dành cho trẻ em từng được xuất bản, khoảng 1 trăm triệu đô la. Hầu hết tất cả các quyển sách đều đã được chuyển thể thành phim truyền hình, một vài cuốn đã có phim điện ảnh ở vài quốc gia.
Nhà xuất bản của Blyton, Hodder và Stoughton lần đầu tiên sử dụng nhan đề "Bộ Năm lừng danh" vào năm 1951, sau khi 9 quyển đầu tiên đã được xuất bản. Trước đó, bộ truyện chỉ được gọi đơn thuần là 'Bộ Năm'.

## Các nhân vật

### Bộ Năm
- Julian
Julian là người lớn nhất trong Bộ Năm, là anh họ của George và anh trai của Dick và Anne. Cậu cao lớn, mạnh mẽ và thông minh cũng như quan tâm, trách nhiệm và tốt bụng. Nhờ sự thông minh và đáng tin của mình, cậu thường được Cô Fanny ghi nhận. Cậu là trưởng nhóm và thường quan tâm chăm sóc Anne. Khi bắt đầu bộ truyện, Julian mới 12 tuổi.
- Dick
- George
- Anne
- Timmy

### Bộ tiểu thuyết gốc
Enid Blyton đã viết 21 quyển trong bộ "Bộ Năm lừng danh":
1. Bộ Năm trên Đảo giấu vàng (1942)
2. Bộ Năm và Chuyến phiêu lưu mới (1943)
3. Bộ Năm Chạy trốn (1944)
4. Bộ Năm Trên đỉnh Buôn lậu (1945)
5. Bộ Năm Trên xe moóc (năm 1946)
6. Bộ năm trở lại đảo Kirrin (năm 1947)
7. Bộ năm đi cắm trại (năm 1948)
8. Bộ năm gặp rắc rối (năm 1949)
9. Five Fall into Adventure (1950)
10. Five on a Hike Together (năm 1951)
11. Five Have a Wonderful Time (năm 1952)
12. Five Go Down to the Sea (năm 1953)
13. Bộ Năm đến vùng đồng hoang bí ẩn (1954)
14. Five Have Plenty of Fun (1955)
15. Five on a Secret Trail (năm 1956)
16. Five Go to Billycock Hill (năm 1957)
17. Five Get into a Fix (năm 1958)
18. Five on Finniston Farm (năm 1960)
19. Five Go to Demon's Rocks (1961)
20. Five Have a Mystery to Solve (1962)
21. Five Are Together Again (1963)

### Bản tiếng Việt
Bộ sách đã được Nhã Nam mua bản quyền và xuất bản tại Việt Nam với nhan đề "Bộ Năm Lừng danh".
Đã có 6 tập truyện được xuất bản:
1. Bộ Năm trên Đảo giấu vàng (2010)
2. Bộ Năm và Chuyến phiêu lưu mới (2010)
3. Bộ Năm Chạy trốn (2011)
4. Bộ Năm Trên đỉnh Buôn lậu (2011)
5. Bộ Năm trên Xe moóc (2012)
6. Bộ Năm Chinh chiến dưới lòng đất (2014)

## Đường dẫn ngoài
- Các bài báo và đánh giá về bộ sách Bộ Năm lừng danh